# George Robert Zug
George Robert Zug (16 de noviembre de 1938, Carlisle, Pensilvania) es un herpetólogo, taxónomo, y conservador estadounidense.

## Biografía
Zug creció, como hijo único, en la comunidad semirrural de Mount Holly Springs, donde observaba la fauna y la flora locales. A finales de la década de 1950, aprendió mientras estudiaba en el Albright College en Reading, Pensilvania con el zoólogo Albert Schwartz, quien se convirtió en su primer mentor científico importante. Así, lo llevó a sus viajes de investigación a Cuba, donde le presentó trabajos de campo herpetológicos. En 1960, Zug obtuvo su licenciatura; y, en 1963 se graduó con una maestría en ciencias por la Universidad de Florida en Gainesville, donde desarrolló estudios de morfología de tortugas. En 1968, recibió su doctorado con la disertación. Buoyancy, locomotion, morphology of the pelvic girdle and hindlimb, and systematics of cryptodiran turtles por la Universidad de Míchigan. En 1975, Zug se convirtió en curador del Departamento de Herpetología del Museo Nacional de Historia Natural, cargo que ocupó hasta su jubilación en 2007.
Entre 1971 y 1972, Zug viajó con su familia a Nueva Guinea, durante seis meses. En ese estudio, a largo plazo, patrocinado por el Instituto Smithsoniano, Zug investigó ranas, trompos y geckos de la región austro-papú. En el siguiente período, se agregaron proyectos de investigación en el Pacífico Sur. En 1997, Zug siguió una invitación de Chris Wemmer a un taller de capacitación en Myanmar, donde conoció las técnicas del personal del parque nacional de Birmania. Participó en un programa de estudio herpetológico desarrollado en colaboración con la Academia de Ciencias de California y financiado por la Fundación Nacional de Ciencias. Los resultados de ese proyecto incluyeron pasantes, asistentes de investigación, investigadores posdoctorales y otros colegas del Instituto Smithsoniano.
Entrenó a equipos de estudio con cámara lenta, integrados en su investigación, capturando movimientos de tortugas y ranas. Aplicó la técnica de esqueletocronología a las tortugas marinas en peligro de extinción, ya que era una herramienta confiable para determinar mejor edad y madurez sexual de los reptiles marinos de larga vida, muy útilpara desarrollar planes de protección significativos.
Zug publicó más de cien artículos con referato; y, otros 160 artículos científicos, incluidos cuatro estudios importantes sobre la locomoción de ranas.

## Honores
- 2016: galardonado con el Premio Fitch.

### Eponimia
- 1958, Albert Schwartz lo honró nombrando a una especie de rana encontrada en Cuba: Eleutherodactylus zugi
- 1964: Joseph Patric Ward lo honra con el epíteto para la nueva especie Pseudemys gorzugi.
- 2005: Wolfgang Böhme y Thomas Ziegler con Varanus zugorum.
- 2008: el gecko Cyrtodactylus zugi.

## Literatura
- Ron Heyer & Miriam Heyer: Zug and Weitzman Retire En: Backbone Newsletter of the Department of Vertebrate Zoology, National Museum of Natural History 20 (1) enero de 2007.

- Bo Beolens, Michael Watkins, Michael Grayson: The Eponym Dictionary of Reptiles. Johns Hopkins University Press, Baltimore MD 2011, ISBN 978-1-4214-0135-5, p. 294

## Abreviatura (zoología)
La abreviatura Zug  se emplea para indicar a George Robert Zug como autoridad en la descripción y taxonomía en zoología.